# بيلشيور
بيلشيور (بالبرتغالية: Nuno Ricardo Santos Belchior‏) (9 أكتوبر 1982 بباريرو في البرتغال - ) هو لاعب كرة قدم برتغالي في مركز الهجوم. لعب مع نادي روما وSporting CP (beach soccer) ‏.

## وصلات خارجية
- بيلشيور على موقع الاتحاد الدولي (مؤرشف)  (الإنجليزية)